# Qods
Qods este un oraș din Iran, care număra 230.147 locuitori în 2006.